# 佐藤初女
佐藤 初女（さとう はつめ、1921年10月3日 - 2016年2月1日）は、日本の福祉活動家、教育者。1992年より青森県の岩木山山麓に「森のイスキア」と称する悩みや問題を抱え込んだ人たちを受け入れ、痛みを分かち合う癒しの場を主宰。それ以前は弘前市内で自宅を開放して同様の活動をしており、こちらは「弘前イスキア」と呼ばれていた。素朴な素材の味をそのままに頂く食の見直しにより、からだから心の問題も改善していくことができると訴えた。
「イスキア」とは、イタリア西南部のナポリ湾の西に浮かぶイスキア島の名前から採られたもの。ナポリの富豪の息子で、何不自由ない暮らしをしていた青年が、この島を訪れて、贅沢三昧の生活から、自分を静かに振り返ることを学び、そこの司祭館に滞在したというエピソードから借用されたものである。佐藤自身もカトリックの信者だった。

## 生涯
青森市生まれ、青森技芸学院（現在の青森明の星高等学校）を卒業。3年間小学校の教員をし、1944年に勤務校の校長だった佐藤又一と結婚。夫は既に3人の子どもがあり、再婚だった。その後は、教職を退き、弘前市内に在住。ろうけつ染めの指導などをし、1964年より15年間、弘前学院短期大学で非常勤講師として家庭科で教鞭をとる。1979年には、弘前染色工房をオープンさせる。
地域に密着した多年にわたる教育、福祉の活動により、アメリカ国際ソロプチミスト協会賞、ミキ女性大賞、国際ソロプチミスト女性ボランティア賞、弘前市シルバーマンジ賞、第18回東奥賞など受賞。1995年、龍村仁監督の『地球交響曲 第二番』に出演。
2016年2月1日、弘前市内の病院において乳癌のため逝去。享年94歳。

## 著書
- 『限りなく透明に凜として生きる――「日本のマザー・テレサ」が明かす幸せの光』ダイヤモンド社 (2015/3/20) ISBN 978-4478028612
- 『愛蔵版 初女さんのお料理 』主婦の友社 愛蔵版 (2014/4/25) ISBN 978-4072950760
- 『「いのち」を養う食 森のイスキア 幸せな食卓のための50のメッセージ (講談社+α文庫) 』講談社 (2014/2/21) ISBN 978-4062815451
- 『初女さんの心を結ぶ「分かち合い」 (ゆうゆうBOOKS)』主婦の友社 (2014/1/31) ISBN 978-4072911099
- 『「粗食」のきほん~ごはんと味噌汁だけ、あればいい』 ブックマン社 (2013/10/24) ISBN 978-4893088093
- 『佐藤初女さんの心をかける子育て―子どもと心を通わせるための7つの質問 (eduコミユニケーションMOOK)』小学館 (2011/12/17) ISBN 978-4091053305
- 『「いのち」を養う食 森のイスキア 佐藤初女さんより、幸せな食卓のための50のメッセージ』講談社 (2011/10/28) ISBN 978-4062172660
- 『いのちのことば　心の道しるべ137言』東邦出版 (2011/5/24) ISBN 978-4809409493
- 『あなたに喜んでもらえるように―いつも感謝の心で』海竜社 (2010/10) ISBN 978-4759311556
- 『いのちの森の台所』集英社 (2010/6/4) ISBN 978-4087753943
- 『初女さんのお料理』主婦の友社 (2009/3/27) ISBN 978-4072610190
- 『母のこころを すべてに(CD + Photo Book) 』アノニマ・スタジオ (2008/11/13) ISBN 978-4877586720
- 『初女さんからお母さんへ 生命(いのち)のメッセージ』主婦の友社 (2007/10/13) ISBN 978-4072575840
- 『初女さんのおむすび』木戸出版 (2006/03) ISBN 978-4900406582
- 『おむすびの祈り「森のイスキア」』集英社 2005年　ISBN 978-4087478440
- 『いまを生きる言葉「森のイスキア」より』講談社 2002年 ISBN 978-4062116190
- 『初女(はつめ)お母さんの愛の贈りもの―おむすびに祈りをこめて』海竜社 2002年 ISBN 978-4759307313
- 『こころ咲かせて』サンマーク出版 2000年 ISBN 978-4763193087
- 『「森のイスキア」で話したこと』創元社 (1999/01) ISBN 978-4422930343
- 『朝一番のおいしいにおい』女子パウロ会 1997年 ISBN 978-4789604758
- 『おむすびの祈り <いのち>と<癒し>の歳時記』PHP研究所 1997年 ISBN 978-4569554105